# Taraxacum subtile
Taraxacum subtile — вид квіткових рослин з родини айстрових (Asteraceae). Вид зростає в Європі: Данія, північноєвропейська Росія, Польща; це багаторічна рослина помірних біомів.